# Exergía
La exergía es una propiedad termodinámica de una sustancia en un entorno que permite determinar  el potencial de trabajo útil de una determinada cantidad de energía que se puede alcanzar por la interacción espontánea entre un sistema y su entorno. Informa de la utilidad potencial del sistema como fuente de trabajo. Es una propiedad termodinámica, por lo que es una magnitud cuya variación solo depende de los estados inicial y final del proceso y no de los detalles del mismo, pero sí depende de las condiciones del entorno (presión y temperatura ambiente) donde está inmersa la sustancia. 
Dado un 'sistema combinado' formado por un sistema cerrado y el ambiente (con un volumen total constante y una frontera que solo permite interacciones de trabajo), la exergía (denotada como A) se define como el máximo trabajo teórico que puede realizar el sistema combinado cuando el sistema cerrado evoluciona hasta alcanzar el equilibrio con el ambiente (i.e. hasta su estado muerto).
Definida de otra forma la exergía es la porción de la energía que puede ser transformada en trabajo mecánico.
La exergía determina de forma cuantitativa el valor termodinámico de cualquier recurso, y permite analizar rigurosamente el desperdicio de los recursos en las actividades de la sociedad, estableciendo pautas para su ahorro y uso eficiente.
Por ejemplo, un compuesto de combustible y aire, si se quema el combustible obteniendo una mezcla de aire y productos de combustión ligeramente calientes, aunque la energía asociada al sistema sea la misma, la exergía del sistema inicial es mucho mayor, ya que potencialmente es mucho más útil a la hora de obtener trabajo, de donde se deduce que la exergia al contrario que la energía no se conserva sino que se pierde por la evolución hacia el estado de equilibrio. Otro ejemplo es el agua de refrigeración de las centrales térmicas. Aunque la central cede una gran cantidad de energía al agua, esta solo eleva su temperatura unos grados  por encima de la temperatura de su entorno, por tanto su utilidad potencial para obtener trabajo es prácticamente nula o lo que es lo mismo en términos técnicos, tiene una exergía asociada baja.

## Estado muerto
Dos sistemas en condiciones termodinámicas diferentes, que entren en contacto, evolucionarán espontáneamente, por medio de transferencias de masa y energía, hacia un estado intermedio de equilibrio (el que tenga mínima exergía y entropía máxima). A este estado de equilibrio se le denomina estado muerto. Cuanto mayor sean las diferencias entre sus magnitudes termodinámicas (presión, temperatura...) más trabajo podremos obtener de la interacción entre sistema y entorno.
La energía utilizable o exergía está asociada al desequilibrio entre un sistema y su entorno, es decir que depende de la variable de dos sistemas como mínimo.
Un ejemplo de ello para entender lo anterior es: supóngase una lámina metálica que se encuentra a 80 °C, y es sumergida en agua a 4 °C, es decir relativamente mucho más fría, en este caso la reacción, manifestación y el nivel de exergía será mayor que si la lámina hubiese sido sumergida en agua que se encuentra a 80 °C, es decir que la temperatura del sistema (lámina metálica) y de su entorno (agua) es la misma (80 °C), en este caso no pasaría nada y este estado se denomina estado muerto ya que tenemos cero exergía y máxima entropía. Esto también es aplicable a otros desequilibrios como pueden ser de presión y otros.

## Balances
En realidad un balance de exergía no es más que la combinación de un balance de energía y de entropía, que derivan a su vez del primer y segundo principio de la termodinámica. No es por tanto un resultado independiente, pero puede utilizarse como formulación alternativa de la segunda ley de la termodinámica.
Como alternativa al principio de incremento de entropía, se puede formular la segunda ley estableciendo que, los únicos procesos que puede experimentar un sistema aislado son aquellos en los que la exergía del sistema disminuye.
El balance de exergía es un método de análisis muy útil a la hora de valorar el rendimiento energético de una instalación, nos da una visión más amplia que el rendimiento térmico. Permite valorar las pérdidas de energía en un proceso, la energía que sería aprovechable de flujos salientes en sistemas abiertos y las ventajas de métodos regenerativos en instalaciones térmicas. Para todo esto la principal herramienta son los diagramas de Sankey (enlace a Wikipedia en inglés).

### Balance en sistemas cerrados
Un sistema cerrado puede interaccionar con el entorno mediante transferencias de energía en forma de calor o trabajo, que implican una transferencia de exergía entre el sistema y el entorno. Esta exergía transferida no coincide necesariamente con la variación de exergía del sistema, ya que la exergía también se destruye como consecuencia de la generación de entropía (todos los procesos reales con transferencia de energía en forma de calor conllevan, además de una transferencia de entropía, una generación de entropía debida a procesos irreversibles dentro del sistema).
{\displaystyle A_{2}-A_{1}=\int _{1}^{2}(1-{\frac {T_{0}}{T_{f}}})\delta Q-(W-p_{0}(V_{2}-V_{1}))-T_{0}\sigma }
La variación de exergía del sistema cerrado es igual a la transferencia de exergía con el entorno, menos la destrucción de exergía {\displaystyle T_{0}\sigma }, donde {\displaystyle \sigma } representa la generación de entropía, que por el segundo principio, no puede ser negativa.

### Balance en sistemas abiertos
Para sistemas abiertos, en los que hay transferencia de masa, se maneja el concepto de exergía de flujo, que no es más que la exergía asociada a una corriente material que atraviesa un volumen de control determinado. Adaptando la expresión y utilizando magnitudes específicas (por unidad de masa) se tiene:
{\displaystyle b=h-h_{0}-T_{0}(s-s_{0})+{\frac {C^{2}}{2}}+g\cdot z} donde h, s, C, y z son entalpía, entropía, velocidad, altura del flujo respectivamente. {\displaystyle h_{0},T_{0},s_{0}}son las propiedades evaluadas en el estado muerto. g es la aceleración de la gravedad.
El balance de exergía en un sistema abierto como:
{\displaystyle {\frac {dA_{vc}}{dt}}=\sum _{j}(1-{\frac {T_{0}}{T_{j}}}){\dot {Q_{j}}}-({\dot {W}}_{vc}-p_{0}{\frac {dV_{vc}}{dt}})+\sum _{e}{\dot {m_{e}}}b_{e}-\sum _{s}{\dot {m_{s}}}b_{s}-{\dot {I}}_{vc}}
Esto es, la variación de exergía acumulada dentro del sistema por unidad de tiempo es igual a:  {\displaystyle \sum _{j}(1-{\frac {T_{0}}{T_{j}}}){\dot {Q_{j}}}} la transferencia de exergía asociada a la transmisión de energía en forma de calor, donde {\displaystyle {\dot {Q_{j}}}} representa la velocidad de transferencia de calor a través de una parte de la frontera a temperatura {\displaystyle T_{j}},menos{\displaystyle {\dot {W}}_{vc}-p_{0}{\frac {dV_{vc}}{dt}}} la velocidad de intercambio de exergía por trabajo, excluyendo el trabajo de flujo, más {\displaystyle \sum _{e}{\dot {m_{e}}}b_{e}-\sum _{s}{\dot {m_{s}}}b_{s}} es la transferencia de exergía asociada a la transferencia de masa entre el sistema y el entorno y {\displaystyle {\dot {I}}_{vc}} menos la destrucción de exergía por unidad de tiempo causada por irreversibilidades internas del volumen de control.
Que el término {\displaystyle \sum _{j}(1-{\frac {T_{0}}{T_{j}}}){\dot {Q_{j}}}} recuerde al rendimiento máximo calculado por Carnot en sus teoremas no es casualidad. Representa precisamente la potencialidad a la hora de obtener trabajo de focos térmicos a diferente temperatura.

## Aplicaciones
Una de las principales aplicaciones es el análisis exergético a nivel de proceso y componente. Éste permite identificar, localizar y cuantificar las principales causas de irreversibilidades termodinámicas de un sistema o proceso, mediante el estudio de la destrucción y eficiencia exergéticas. Siendo la exergía la parte disponible de la energía utilizada para producir trabajo útil, esta representa una poderosa herramienta para determinar potenciales mejorías y optimización de procesos, así como impactos ambientales y su mitigación (al ser una medida del desequilibrio con el medio ambiente). La termoeconomía, una área que combina el análisis exergético con el análisis económico es una disciplina recientemente adoptada para determinar los costos exergéticos que se derivan de la producción de diferentes productos en plantas de cogeneración, trigeneración y poligeneración .